# 豊里学園つくば市立豊里中学校
座標: 北緯36度6分22.63秒 東経140度2分14.44秒 / 北緯36.1062861度 東経140.0373444度
つくば市立豊里学園豊里中学校（つくばしりつ とよさとちゅうがっこう）は、茨城県つくば市高野1213番地にある公立中学校である。創立記念日は4月12日。

## 概要
通称は豊中（とよちゅう）。
バスケットボール部などが有名な学校である。

### グランドデザイン

#### 校訓
『 自主 勤労 協和』

#### 学校教育目標
自己を磨き、夢の実現を目指す生徒の育成

#### 組織目標
- 「繋がり」を意識した教育活動の推進
- 教育大綱に基づいた授業改善[4]

## 沿革
- 昭和35年 - 旧「上郷中学校」と旧「旭中学校」の統合中学校として、豊里中学校が発足。[1]
- 昭和36年 - 両教場進学PTA役員会開催。[1]
- 昭和38年 - 豊里中学校竣工式[1]

## 施設
- 校舎[5]
- 体育館[5]
- 豊武館[5]
- グラウンド[5]
- テニスコート[5]
- 卓球場[5]

## 通学区域
つくば市立沼崎小学校区、つくば市立今鹿島小学校区、つくば市立上郷小学校区。

## 主な行事
| 月 | 行事 |
| -- | --- |
| 4  | ・新任式 ・始業式 ・啓志式 ・新入生歓迎集会 ・身体測定 ・家庭確認 ・避難訓練 ・全国学力・学習状況調査（９年） ・授業参観 ・学年懇談 ・心臓病検診 ・修学旅行 （９年） 〇PTA総会、教育振興会総会                          |
| 5  | ・体力テスト ・内科検診 ・歯科検診 ・生徒総会 ・市陸上競技大会 〇部活動保護者会議、PTA合同専門委員会 |
| 6  | ・市総合体育大会 ・市水泳大会 ・１学期中間テスト ・定期教育相談（全学年） ・薬物乱用防止教室 ・市総体壮行会 〇PTA奉仕作業、家庭教育学級（開級式）                                                                       |
| 7  | ・県南、県総合体育大会、県南水泳大会、県水泳大会 ・１学期期末テスト（技能教科） ・つくば未来塾 ・職場体験（８年）・１学期期末テスト（英国数社理） 〇夏季休業前授業公開、学年懇談会 〇三者面談（全学年、夏季休業期間中） |
| 8  | 〇灌水ボランティア |
| 9  | ・体育祭 ・市新人体育大会 〇PTA奉仕作業 |
| 10 | ・１学期終業式、２学期始業式 ・県南新人体育大会 ・ワークフォーラム（８年） |
| 11 | ・実力テスト（７．８年） ・教育相談（７．８年） ・三者面談（９年） ・２学期中間テスト（７・８年） ・学年末テスト（９年） ・ゆたか祭 ・校外学習（８年）                                                                  |
| 12 | ・生徒会立会演説会及び選挙 ・保育実習（９年） 〇冬季休業前授業公開、学年懇談会 |
| 1  | ・県学力診断のためのテスト（７・８年） ・教育相談（７・８年） ・三者面談（９年） ・私立高等学校推薦入試、一般入試（９年）                                                                                               |
| 2  | ・学年末テスト（７．８年） ・宿泊を伴うスキー共同生活学習（７年） ・茨城県県立高等学校学力検査、特色選抜 〇学年末授業公開、学年懇談会                                                                                   |
| 3  | ・９年生を送る会 ・卒業式 ・修了式 ・合格発表（９年） |

## 委員会（常時活動）組織について
| 委員会名              | 主 な 活 動 内 容                                                                             |
| --------------------- | --------------------------------------------------------------------------------------------- |
| 生徒会本部            | ・生徒会活動の全体を取り仕切る ・生徒からの意見を収集し、それを取りまとめて施策に反映させる   |
| 中央委員会 学年委員会 | ・生徒会役員と各委員会の委員長及び各学級の学級委員（代表１名）で組織 ・各学級の学級委員で組織 |
| 生活                  | ・マナーアップに関する活動、あいさつ運動、１分前着席の確認など                                |
| 図書                  | ・新刊図書受け入れ、昼休みの本の貸し出し、図書室の整理、学級文庫の整理整頓など                |
| 環境                  | ・ゴミの収集や放送、清掃用具点検、落ち葉はき、机の整理整頓など                                |
| 緑化                  | ・花壇整備、除草など                                                                          |
| 保健                  | ・健康診断補助、健康観察、トイレ・手洗い場の管理、給食後の歯磨き呼びかけなど                  |
| 給食                  | ・配膳室管理、コンテナおろし、栄養指導など                                                    |
| 安全                  | ・自転車安全点検、交通安全に関する活動・呼びかけ、ストーブの灯油の給油など                    |
| 広報                  | ・校内新聞作成、掲示物の貼り替え、行事の取材及び記事の掲示など                                |
| 体育                  | ・体育行事補助、体育用具管理、昼休みのボール貸し出しなど                                      |
| 放送                  | ・朝、給食、下校時の放送、行事での放送準備など                                                |
| 福祉                  | ・募金活動、福祉に関する情報発信など                                                          |

## 部活動

### 運動部[5]
- 野球部
- サッカー部
- バスケットボール部（男・女）
- バレーボール部（男・女）
- 卓球部（男・女）
- ソフトテニス部（男・女）
- 剣道部
- 柔道部

### 文化部[5]
- 吹奏楽部
- 美術部
- 環境科学部